# Empordà Federal
Empordà Federal (1911/1938) fou un periòdic setmanal de Figueres que va sortir a la venda a principis del segle xx. Va estar en actiu durant tres etapes: del 8 d'abril de 1911 al 24 de novembre de 1923; del 29 de març de 1930 al 29 de setembre de 1934; i del 3 de novembre de 1935 al 4 de febrer de 1938 (tercera època). Constitueix un model paradigmàtic de periòdic republicà catalanista d'àmbit local. Aquest es caracteritza pel propòsit explícit de ser una plataforma d'idees per al projecte polític que Josep Puig Pujades va encapçalar i catalitzar, sobretot durant els anys de la Segona República. Al llarg de la seva trajectòria va difondre un catalanisme progressista que clarament entroncava amb l'ideari i els valors del republicanisme d'arrel federal.
La tirada era entre 400 i 1000 exemplars, segons les fonts.

## Etapes
El primer Empordà Federal (1911-1923) —òrgan de la Unió Federal Nacionalista Republicana (UFNR)— s'incriu en aquesta voluntat ideològica però també doctrinal. Pretén, per una banda, recollir l'herència del vell republicanisme federal dels homes de la Primera República i, de l'altra, cristal·litzar els plantejaments del catalanisme d'esquerres, minoritari encara en aquells moments, però que en els anys de la Segona República havia d'esdevenir majoritari. Aquesta primera època de reformulació del vell federalisme empordanès i d'introducció de noves idees de l'esquerra s'estroncava el novembre de 1923 amb la imposició d'un nou ordre polític promogut pel cop d'estat del general Primo de Rivera amb el vistiplau d'Alfons XIII. La censura va impedir la reaparició de la publicació fins a gairebé set anys després. La redacció fundacional del periòdic estava formada per un grup d'homes d'entre vint-i-dos i quaranta-quatre anys que pertanyien, majoritàriament, a la petita burgesia comercial de la ciutat i tenien un interès creixent per la política i el periodisme. Entre ells hi trobem Josep Puig Pujades, Marià Pujulà, Joaquim Cusí, Josep Baró, Frederic Campà, Rafael Ramis, Francesc Batet, Francesc Canet i Abdó Ventura. Bona part d'ells seran els que encapçalaran també la represa del periòdic el març de 1930.
El 29 de març de 1930 amb el que quedava encara del règim del Directori, el periòdic sortia novament a la venda. Fruit d'aquesta conjuntura i la contundència de les urnes que dilapidarien les restes de la dictadura i de la monarquia, començava un període d'expansió política, social i cultural. Un dels articles primerencs i més significatius ideològicament de la represa del setmanari, signat per Josep Puig Pujades, és fonamental per entendre el paper que aquests plantejaments ja havien exercit abans del Directori i seguiran exercint en el futur: 
| «                    | Dèiem llavors: som republicans federals catalans, en aquests termes hi van incloses les nostres doctrines que són carn de la nostra carn i sang de la nostra sang. Avui després de sis anys i mig de silenci forçós podem dir altra vegada als nostres amics: som republicans federals catalans més que mai. Les experiències fetes durant aquests anys de directori han afermat, encara més, les nostres conviccions. | » |
| — Josep Puig Pujades | |   |

El setmanari figuerenc —fins ara portaveu de la Federació Republicana Socialista de l'Empordà (FRSE)— s'acabaria convertint en l'òrgan d'ERC a la comarca. En les eleccions de l'abril de 1931 la candidatura que promocionava aconseguí la majoria municipal i, per tant, el setmanari es convertí en un instrument per propagar el seu ideari però també per avalar i justificar les accions del govern local i català. Aquest període que suposà una intensa reorganització de les bases del partit s'aturava bruscament arran dels Fets del 6 d'Octubre, data en què la publicació quedà suspesa i alguns dels seus promotors, com el mateix Josep Puig, empresonats.
El 9 de novembre de 1935 s'iniciava una tercera època que estaria marcada per l'esclat de la Guerra Civil i que tan sols duraria dos anys i dos mesos. L'editorial de la reaparició del periòdic va anar dirigida a "tots els perseguits per uns ideals, siguin els que siguin” quan encara no s'havien restablert plenament les llibertats constitucionals i en un període en què es mantenia la censura. El darrer número localitzat correspon al 4 de febrer de 1938. Al llarg de la seva trajectòria — divuit anys imprès i vuit anys de silenci forçós que comprenen els canvis polítics i socials que va patir la Catalunya del primer terç de segle—, Empordà Federal es va convertir en un testimoni de primer ordre de la realitat política que es vivia fora de Barcelona i, en alguns moments, en víctima dels fets que transformaven el país.

## Història
La gestació del periòdic neix de la llarga tradició republicana federal que va sorgir a l'Empordà durant la primera meitat del segle xix i que es mantingué fins al primer terç del segle xx. La reinstauració de la monarquia borbònica amb la imposició d'un sistema bipartidista i la pràctica del caciquisme quedava garantida a la major part de l'Estat però al districte de Figueres aquest funcionament quedà truncat pels republicans, a excepció del districte de Vilademuls. Així mateix, Figueres mostra també una altra singularitat respecte a altres punts de Catalunya donat que són poques les ciutats que tenen majories municipals de qualsevol de les tendències republicanes existents durant la Restauració (radical a Barcelona, possibilista a Reus, federal radical a Sabadell o Rubí, entre d'altres), però cap amb una cronologia tan continuada i tan llarga de governs municipals republicans. Així doncs, malgrat l'alternança liberal i conservadora en l'exercici del poder, a l'Empordà (districte de Figueres) es manté la tradició del republicanisme al marge del sistema del liberalisme oligàrquic durant tot el primer terç del segle xx.
En aquest context, Empordà Federal esdevé una eina per a combatre les altres forces polítiques però també i, sobretot, per articular, consolidar i estendre la seva ideologia. Alguns autors han parlat, precisament, del corpus doctrinal del republicanisme. La funció doctrinal d'aquesta premsa no es pot entendre sense tenir en compte que el periòdic republicà pretenia formar i informar però, també, havia de tenir un paper organitzatiu important. Inicialment, havia d'actuar com un nexe de contacte entre els quadres dirigents i les bases però, posteriorment, es va evidenciar que el sentit s'invertia i les pàgines dels periòdics esdevenien tribunes de discussió i d'anàlisi que podien influir en les decisions del partit. El procés de redacció i aprovació d'un Estatut d'Autonomia per a Catalunya - iniciat el juny de 1931 i conclòs finalment el setembre de 1932 - és un període que des de les pàgines d'Empordà Federal fou seguit amb molt interès. En el decurs d'aquests mesos el periòdic tractà intensament aquesta qüestió, desplegant una intensa campanya de suport al text que es tradueix sobre el paper amb la reproducció de mítings, articles de la majoria de redactors i col·laboradors en pro de l'Estatut i, fins i tot, un número en què s'inclou la seva transcripció completa. Igualment, nombrosos articles giraran a l'entorn de la figura del president Macià, la seva personalitat política i el seu paper en el procés estatutari.
El 18 de juliol de 1936 l'alçament militar iniciat a Melilla el dia anterior i encapçalat per Francisco Franco, s'estén per tot Espanya contra el govern legítim de la República. El fracàs parcial del cop d'Estat provocà l'inici d'una guerra civil que fracturaria el país en dos i que s'allargaria durant més de 30 mesos. El nou període va suposar l'anihilació de la legalitat republicana i en l'àmbit específic de l'exercici del periodisme l'abandonament de la intencionalitat informativa a favor de la propaganda.
La guerra fou una situació d'excepcionalitat inèdita que comportà un replantejament d'idees i valors entre els redactors i un gir en el posicionament del periòdic davant certes qüestions. A propòsit del nou context de guerra, hem constatat que els seus promotors s'hi van adaptar però que, a més, ho van fer des d'una actitud contemporitzadora envers el procés de revolució social engegat a la zona republicana. Des de les primeres setmanes del conflicte, el periòdic insistia en la idea que s'estava en una guerra però, alhora, en un procés revolucionari dins del qual l'esquerra burgesa i catalanista havia d'intentar ressituar-se i trobar el seu lloc al costat de les forces estrictament obreres.
Alguns dels col·laboradors que participaren, amb major o menor assiduïtat, a la publicació foren noms molt coneguts en la història de la cultura catalana: Joan Maragall, Jaume Miravitlles, Prudenci Bertrana, Antoni Rovira i Virgili, Josep Pallac, Delfí Dalmau, Alexandre Deulofeu, Claudi Ametlla, August Pi Suñer, Lluís Bagaria o inclús el pintor figuerenc Salvador Dalí.

## Ideologia
Els principals ideals polítics que es defensen des del periòdic són catalanisme, republicanisme i federalisme. A més, el periòdic aposta per la defensa dels valors de la democràcia que esdevé una de les línies bàsiques del seu discurs polític i és una constant en la trajectòria del setmanari.
Pel que fa als valors progressistes que defensa, en destaquen, almenys, tres: primerament, l'emancipació de la dona que detallarem específicament en tractar la creació d'una organització local pròpia, el Grup Femení d'Esquerres (GFE); en segon lloc, l'interès per la consecució d'una major justícia social que permeti aproximar la població obrera als nivells de benestar de què gaudeixen altres grups socials i, tercer, l'aposta per una renovació pedagògica que exigeix una educació laica, pública i de qualitat amb l'objectiu d'acabar, precisament, amb aquestes diferències socials.
El periòdic preconitza també la laïcitat enfront dels valors religiosos que havien imperat secularment a Espanya. Des d'aquesta tribuna, donen suport a la Llei de secularització de cementiris de 1932 o a la Llei de Congregacions Religioses de 1933. I, finalment, el desplegament a través del periòdic d'un projecte de ciutat moderna que es manifesta, inicialment, en les vigílies de les campanyes que precedien les eleccions municipals al llarg de la seva primera època.